# 小牧誠一郎
小牧 誠一郎（こまき せいいちろう、1933年3月25日 - ）は、日本の政治家、実業家。自由民主党所属。京都府議会議員、第70代京都府議会議長、全国都道府県議会議長会長を歴任。

## 来歴
1951年、京都府立宮津高等学校卒業。政治家になる以前から丹後ちりめんの白生地や西陣織の卸売業を営んでいた。1979年、大宮町議会議員選挙に立候補して、初当選を果たした。1983年の京都府議会議員選挙に、中・熊野郡選挙区から自由民主党公認で立候補して初当選を果たした。1991年の選挙でも当選した。1999年5月29日から2001年6月27日まで、第70代京都府議会議長を務めた。議長在任中の2000年5月30日から7月26日まで第52代全国都道府県議会議長会長も務めた。引退後はNPO法人を設立し、会長となった。

## 栄典
- 2003年11月 - 旭日小綬章[8]